# Mar del Plata
 (octobre 2007).
Si vous disposez d'ouvrages ou d'articles de référence ou si vous connaissez des sites web de qualité traitant du thème abordé ici, merci de compléter l'article en donnant les références utiles à sa vérifiabilité et en les liant à la section « Notes et références ».
Ne pas confondre avec La Plata.
Pour les articles homonymes, voir Mar del Plata (homonymie) et Plata.
Mar del Plata est une ville de la province de Buenos Aires, en Argentine. Elle est située sur la côte Atlantique, à 404 km au sud-est de la ville de Buenos Aires, la capitale fédérale. La ville est le chef-lieu du partido General Pueyrredón. Sa population était estimée à 667 082 habitants en 2022, ce qui en fait la quatrième ville d'Argentine, derrière Buenos Aires, Córdoba et Rosario.

## Histoire
La région est habitée avant l'arrivée des Espagnols par les Indiens Pampas. Ce n'est qu'en 1581 que la côte est explorée pour la première fois par les Espagnols, un an après la fondation de Santa María del Buen Ayre (Buenos Aires).
En 1746, sur ordre du roi d'Espagne est établi un centre de vie communautaire indien (reducción) tenu par les jésuites, près de la Laguna las Cabrillas (appelée de nos jours Laguna de los Padres, Lagune des Pères). Plus tard, il fut abandonné devant l'hostilité indienne, et il n'y eut plus de peuplement européen dans la région jusqu'en 1856. À cette date, Don José Coelho de Meyrelles ouvrit un établissement de salaison afin de profiter de l'augmentation des relations commerciales avec le Brésil et de nouveaux colons s'installèrent.
Ce nouvel établissement entraîna l'apparition d'une population stable. L'endroit commença à être nommé Puerto de la Laguna de los Padres (Port de la Lagune des Pères). Don Patricio Peralta Ramos achète le territoire à Coelho de Meyrelles en 1860 et travaille activement au développement de la région. Treize années plus tard, une église chrétienne fut construite : la Capilla Santa Cecilia (Chapelle Sainte-Cécile), dont le nom vient de l'épouse de Peralta Ramos, Doña Cecilia Robles. En 1873, la première administration, précédent l'administration provinciale fut mise en place, ce qui était équivalent à reconnaître la population de Puerto de la Laguna de los Padres. Peu après, le 10 février 1874, la localité est officiellement reconnue par un décret qui attribue à la ville le nom de Pueblo Balcarce, différent de celui choisi par son fondateur. Certaines confusions et rivalités avec un village voisin portant le même nom, couplées à un désintérêt des sphères gouvernementales jusque dans les années 1960, font que la ville ne prend son nom actuel de Mar del Plata qu'en 1961.
Les 4 et 5 novembre 2005, la ville accueille le 4e sommet des Amériques.

## Industrie
Mar del Plata est un important port de pêche (conserveries, poissons congelés et filets). Il y a également des usines textiles (fabrication de pull-overs et de blousons) et agroalimentaires.
Aux environs de Mar del Plata, se trouvent des carrières desquelles sont extraites des pierres utilisées pour la construction. On trouve aussi des exploitations agricoles et d'élevage.

## Climat

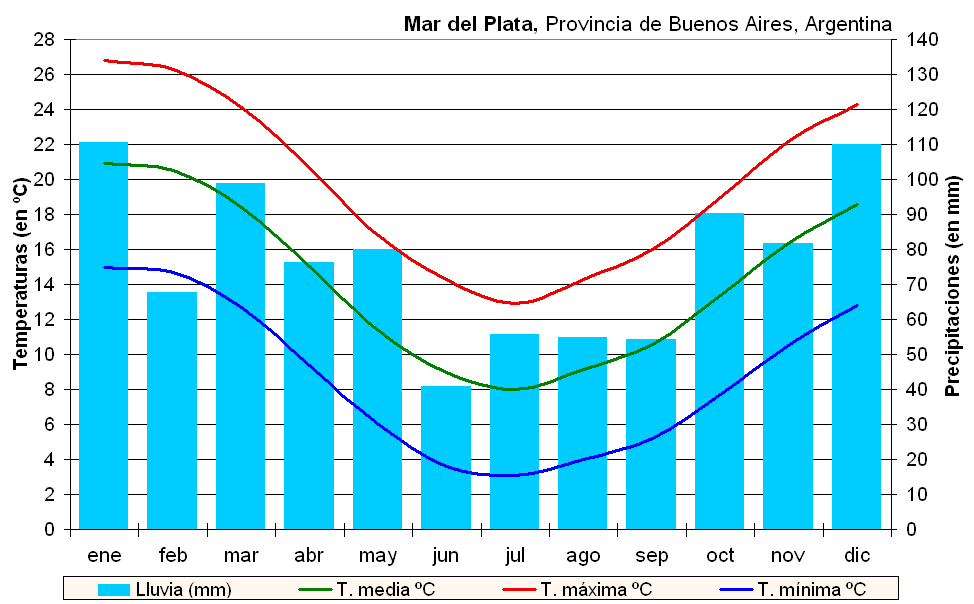
Climatogramme de Mar del Plata.

Le climat de Mar del Plata est tempéré océanique, avec des précipitations abondantes tout au long de l'année et des températures bien plus fraîches qu'à Buenos Aires. Le climat, Cfb selon la classification de Köppen, constitue une exception mondiale car ces caractéristiques ne sont normalement observées que sur les façades ouest des continents. Cependant, l'ensoleillement élevé (2 400 heures) et le nombre peu élevé de jours de précipitation annuel (105 jours) feraient plutôt pencher ce climat vers du subtropical (d'autant que plus de 8 mois par an dépassent 10 °C en moyenne). D'autant plus que le régime pluviométrique de Mar del Plata est totalement inversé par rapport à un climat océanique classique : en effet, il y tombe 2 fois plus de précipitation en été qu'en hiver ! La variation annuelle de la température n'est pas élevée, les étés sont doux mais presque chauds avec des températures moyennes juste inférieures à 22 °C et les hivers sont frais avec une température moyenne de 6/7 °C,. L'humidité relative moyenne annuelle est de 80 %.

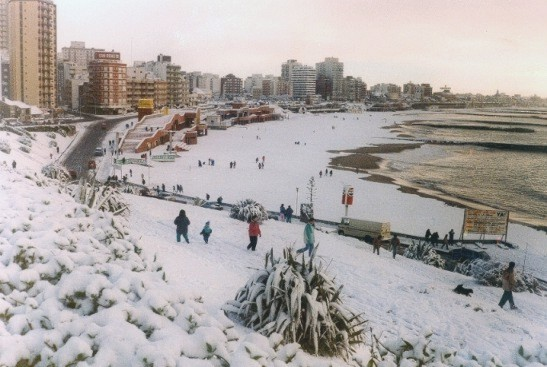
« Playa Grande », 1 août 1991.

Malgré son image plus connue et véhiculée de station balnéaire, le touriste typique recherche plutôt à prendre congé de la chaleur extrême de son lieu d'origine (en particulier dans la zone métropolitaine), pour une température plus modérée. Il est à noter que la vitesse moyenne du vent en été est de 18,1 km/h. C’est entre autres pour cette raison que Mar del Plata ne peut rivaliser avec d’autres régions où le climat est tropical ou subtropical, et où les courants océaniques sont plus chauds (Brésil ou dans les Caraïbes). En effet, l'été peut connaître des températures fraîches à l'occasion (avec parfois des maxima de seulement 14 °C durant le mois de décembre). Sans oublier parfois quelques matinées froides qui peuvent même descendre jusqu'à 6 °C en janvier (théoriquement le mois avec la température la plus élevée de l'année). Les jours dépassant les 30 °C dépassent rarement le nombre de dix ou douze par saison. Le maximum historique absolu est de 41 °C, qui a eu lieu en janvier 1957.
Les chutes de neige ne sont pas régulières dans la région et ne sont observées que tous les deux ans en moyenne. Celles qui eurent lieu en 1975 et 1991 furent particulièrement remarquables. Cet événement météorologique se répète tous les 15 ans environ. L'accumulation de la neige à l’automne est légèrement plus fréquente dans la Sierra de los Padres et la zone côtière du sud, où les gelées sont aussi plus fréquentes. Le phénomène s'est remarquablement produit cinq fois dans ces lieux au cours des années 1990., 1991, 1994, 1995, 1997 et 1999. Le 10 juillet 2004 et le 15 juillet 2010, il y avait des chutes de neige de plus grande ampleur, mais pas comme celles de 1991,,,.
Le 3 juillet 2011, une tempête de neige a duré une quinzaine de minutes, à environ 23h00, dans toute la ville et les régions avoisinantes. Cet évènement s’est reproduit dans la nuit du 22 août 2013 et tôt le matin du 23 août 2013.
Plus communs en automne et en hiver sont les dénommés «sudestadas», provoquées par la rotation des vents froids de l'ouest qui transportent l'air humide dans l'océan Atlantique, provoquant de fortes pluies et de la houle. Dans ce cas, la température est maintenue au-dessus de 0 °C en raison des conditions d'inversion thermique produites par le passage de la masse d'air au-dessus de la mer,.
| Mois                                | jan.  | fév. | mars | avril | mai  | juin | jui. | août | sep. | oct. | nov. | déc. |
| ----------------------------------- | ----- | ---- | ---- | ----- | ---- | ---- | ---- | ---- | ---- | ---- | ---- | ---- |
| Température minimale moyenne (°C)   | 15    | 14,7 | 12,7 | 9,4   | 4    | 1    | 3    | 1    | 3    | 6,7  | 10,5 | 12,8 |
| Température moyenne (°C)            | 20,9  | 20,4 | 18,1 | 14,7  | 11   | 7,3  | 5,7  | 7,9  | 10,5 | 13,3 | 16,2 | 18,6 |
| Température maximale moyenne (°C)   | 26,8  | 26,3 | 24,1 | 20,7  | 16,8 | 13,3 | 12,9 | 14,3 | 16   | 19   | 22,2 | 24,3 |
| Précipitations (mm)                 | 110,6 | 67,6 | 98,9 | 76,2  | 80   | 40,9 | 55,8 | 54,8 | 54,3 | 90,2 | 81,7 | 110  |
| Nombre de jours avec précipitations | 9     | 7    | 9    | 10    | 9    | 8    | 9    | 8    | 7    | 10   | 9    | 10   |

## Tourisme

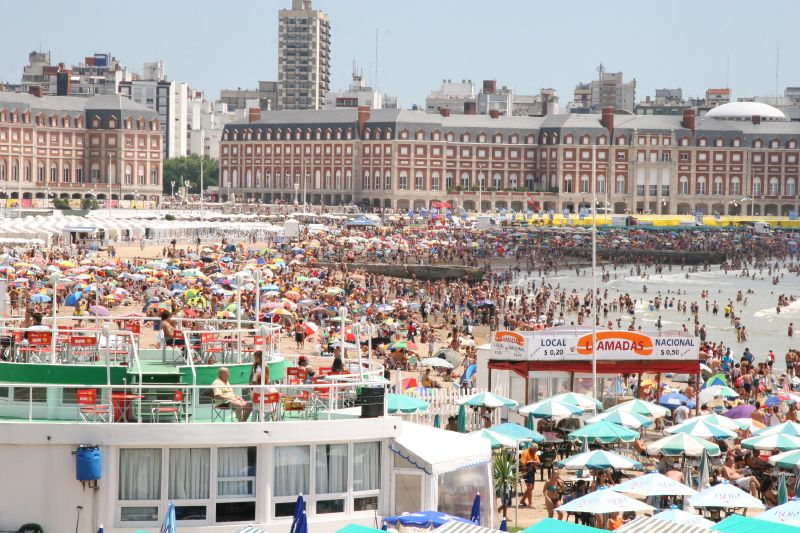
Vue de la plage Bristol et la Rambla de Mar del Plata.

Mar del Plata est située sur la côte touristique, à côté d’autres centres balnéaires. On peut citer du nord au sud, San Clemente del Tuyú, Las Toninas, Santa Teresita, Mar del Tuyú, Costa del Este, Aguas Verdes, La Lucila del Mar, San Bernardo, Mar de Ajó, Pinamar, Ostende, Cariló, Valeria del Mar, Villa Gesell, Mar Chiquita, Mar del Plata, Miramar, Quequén et Necochea.
La ville est un des principaux centres touristiques d'Argentine et accueille durant la période estivale entre deux et trois millions de visiteurs, multipliant jusqu'à deux fois sa population résidante. La ville dispose d'une infrastructure touristique très développée.
Pour recevoir ces visiteurs, la ville comptait fin 2008 pas moins de 56 771 logements hôteliers de différents niveaux de confort. De plus, quelque 1 590 établissements gastronomiques étaient recensés dans la cité,.
La ville est souvent appelée la Perle de l'Atlantique (Perla del Atlántico) et la Biarritz argentine (en raison de sa similitude avec la ville française). En dehors de l'activité estivale, la ville est également visitée le reste de l'année : tourisme sportif, écologique, d'aventures, pêche et évènements culturels sont quelques-unes des alternatives que la ville offre à ses visiteurs en plus d'un important patrimoine historique et naturel. À 20 kilomètres de la ville, on peut également voir la Sierra y Laguna de los Padres (Sierra et Lagune des Pères).

### Circuit interreligieux
La ville dispose, pour ceux qui font du tourisme religieux, d'un intéressant circuit interreligieux qui comprend une visite entre catholiques, en plus de la Cathédrale, du Sanctuaire de Schoenstatt, du « Christ » de la Jetée Sud, une réplique de la Grotte de Lourdes, des Chapelles de Stella Maris et de Santa Cecilia, d'autres cultes sont l'Église orthodoxe russe de Mar del Plata. La communauté musulmane ouvre les portes de la mosquée sunnite à la communauté musulmane. De son côté, la communauté juive propose des visites du temple Gabriel.

### Foires
Mar del Plata a des foires et des marchés situés dans différentes parties de la ville. Peut-être le plus populaire pour sa situation géographique privilégiée est le « Diagonal de los Artesanos » sur Diagonal Pueyrredón, en plein cœur de la ville, un demi-pâté de maisons de Teatro Colón et de la Cathédrale.
Le traditionnel marché aux puces et salon des antiquaires (Mercado de Pulgas y Feria de Antigüedades) est situé à la Plaza Rocha sur la rue XX Septembre et Av. Luro ; là où a aussi lieu la « Feria Verde Agroecológica » organisée par l'Institut national de technologie agricole, l'Université nationale de Mar del Plata et le ministère du développement de la nation.

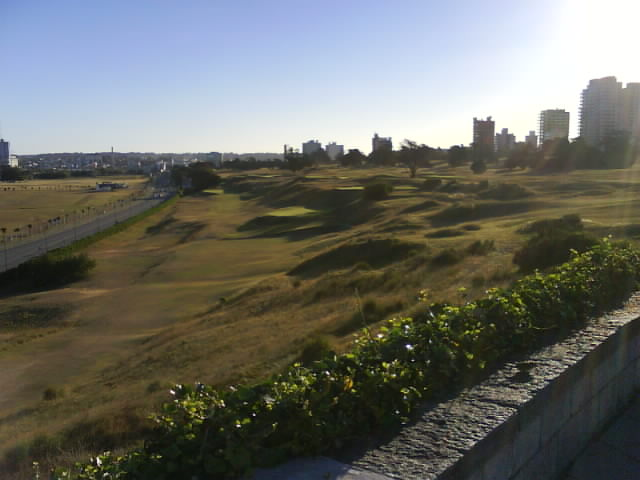
Vue de los links del Mar del Plata golf Club.

Deux des plus célèbres marchés de la ville sont stratégiquement situés sur la côte dans la région de Varèse, Paseo Galindez, et un autre sur la Rambla Casino ; à la fois avec les mêmes caractéristiques de l'exposition et la vente d'artisanat de toutes sortes. Dans le centre-ville, sur la Plaza San Martín, à chaque année durant les vacances d'hiver se déroule la Feria de las Colectividades où différents aliments sont vendus et des spectacles sont réalisés sur le pays qui organise la fête cette année. Sur Parque Camet a lieu la Feria Artesanal de los Mayores (foire artisanal des aînés) dont les produits sont exposés et vendus dans un boîtier typique du siècle, construit en bois.

### Plages
Les plages actuellement les plus en appel par les touristes sont principalement situées au sud de la ville et au centre-ville. Ceci est très lié aux moyens de transport utilisés par les touristes et du fait qu’elles sont à proximité de la plupart des hôtels et autres hébergements.

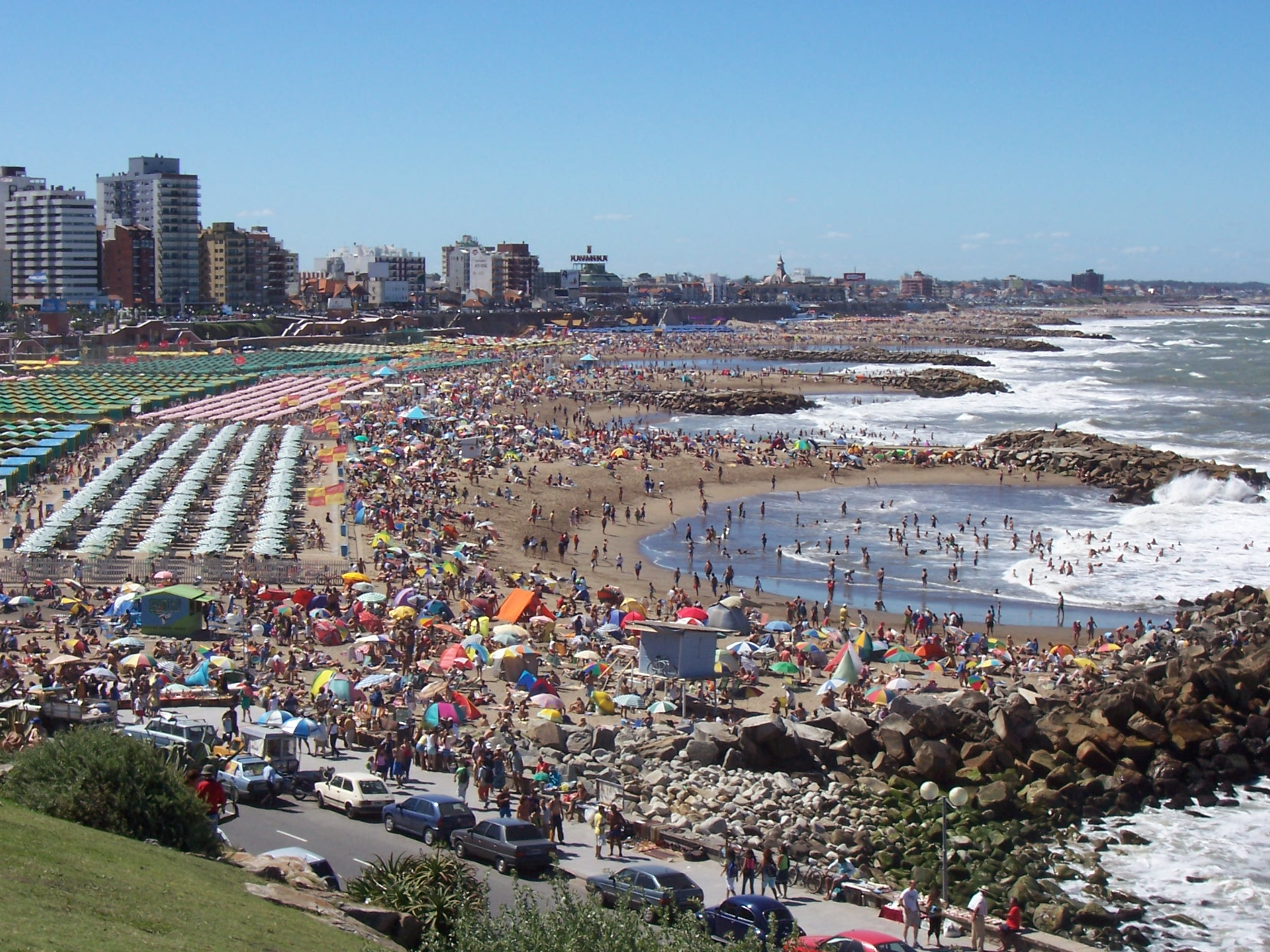
Plages de La Perla (Punta Iglesias). À cet endroit est morte la poétesse Alfonsina Storni.
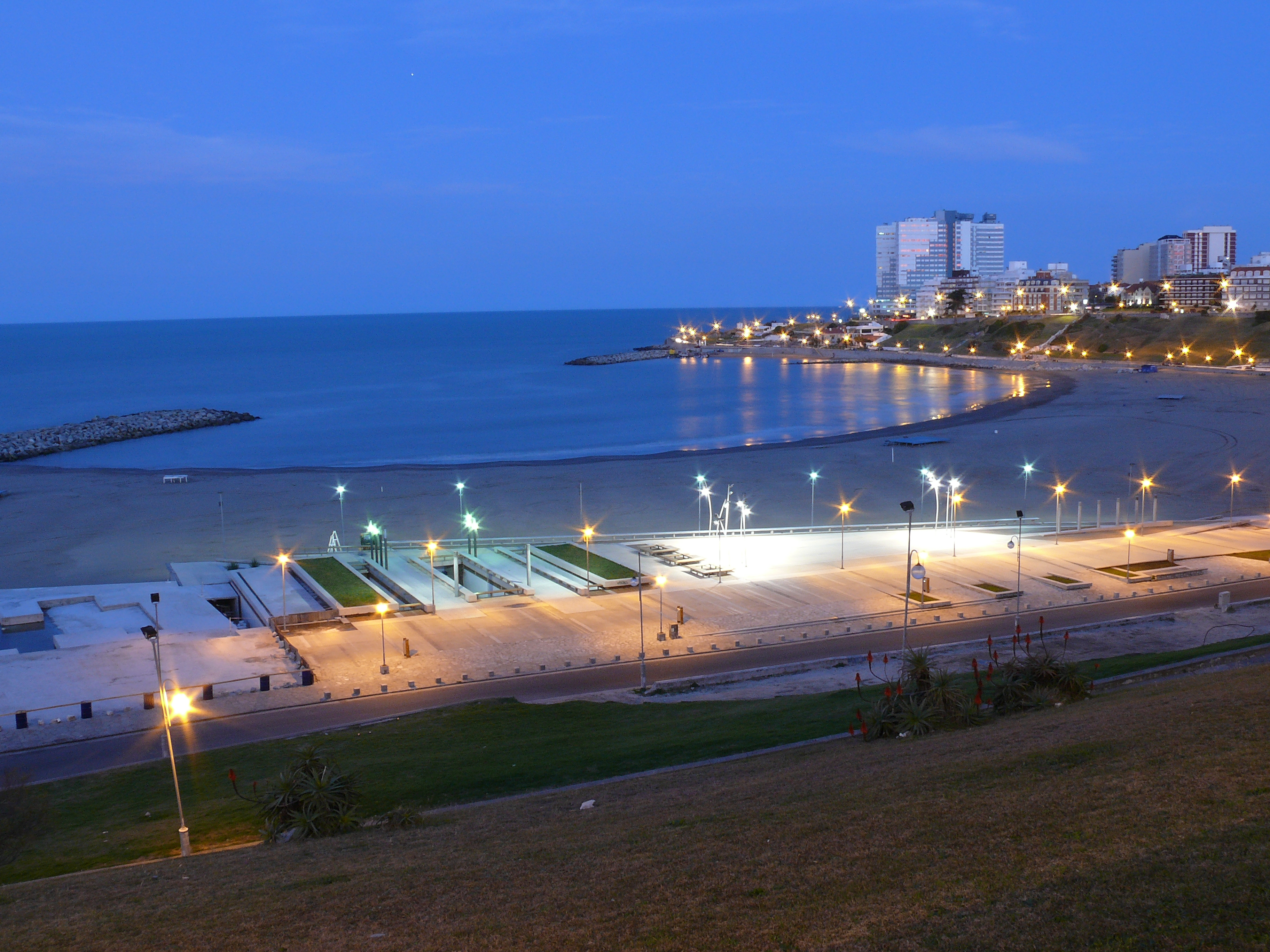
Vue de la ville depuis la plage en soirée.
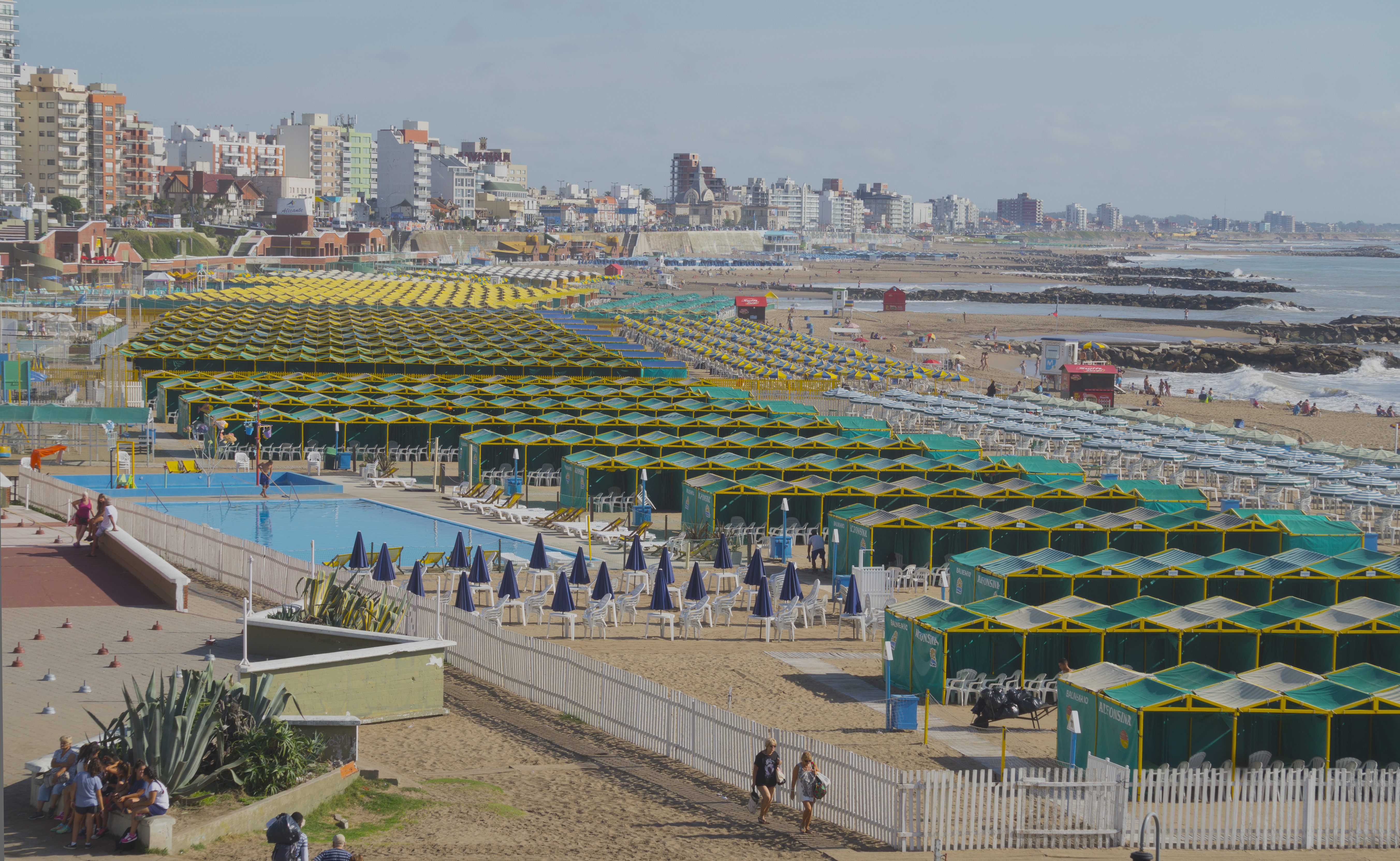
Plages de La Perla.

Les derniers rapports de « Ente Municipal de Turismo del Partido de General Pueyrredón » montrent que la plupart des touristes proviennent de l’intérieur du pays, avec une distribution, pour la saison 2006-2007 ; 34,3% de la capitale fédérale ; 25,5% du Gran Buenos Aires et 16,2% du reste de la province de Buenos Aires, celles-ci étant la plupart du temps la ville de La Plata. Autres caractéristiques principales des touristes de Mar del Plata, étant donné que c'est une ville qui reçoit surtout des groupes familiaux et, dans une moins grande mesure, des groupes d'amis ; de niveaux socio-économiques plus élevés, de sorte que la plupart du temps ils utilisent des voitures privées comme moyen de transport.

#### Sécurité à la plage
La municipalité a mis en place un service de sécurité pour les plages, composé d'environ 550 maîtres-nageurs. Ces professionnels de Sauvetage Aquatique opèrent par secteurs, chaque secteur ayant leurs chefs respectifs et leurs gardiens de plage. À chaque saison, les sauveteurs de Mar del Plata sauvent plusieurs milliers de baigneurs.
Le 4 février de chaque année, les sauveteurs soulignent ce qu'ils appellent, Día del Guardavidas, au Partido de General Pueyrredon, en mémoire de la mort tragique du sauveteur Guillermo Volpe durant un sauvetage dans la baie de Playa Grande. Chaque année, on commémore avec la traditionnelle compétition en eau libre « Copa Guillermo Volpe ».
Ces travailleurs de plus en plus professionnalisés, sont représentés par le Sindicato de Guardavidas y Afines de Mar del Plata depuis 1961, premier syndicat de l’Argentine pour ce type de métier. Il fut nommé tout d’abord Sindicato de Bañeros. C’est encore aujourd’hui un syndicat au niveau municipal en termes de représentation.
Le syndicat qui regroupe les maîtres-nageurs au niveau national est le Sindicato Único de Guardavidas y Afines de la República Argentina (S.U.G.A.R.A.).

### Lieux d’intérêt

#### Hôtel Provincial et Casino Central
C'est un des symboles principaux de la ville. Sa construction fut décidée en 1937, au sein de ce qui devint le Rambla Casino. Il fut construit entre 1938 et 1940 sur l'initiative du gouvernement provincial de Manuel Fresco, admirateur d'Hitler et Mussolini. Dessiné par l'architecte Alejandro Bustillo, il s'inspire des demeures rurales françaises du XVIIe siècle. C'est un des plus grands casinos du monde. Il accueille également le théâtre-auditorium, dans lequel de nombreux évènements ont lieu, parmi lesquels la remise des prix Estrella de Mar, consacrés au théâtre.

#### Plaza del Milenio
La « Plaza del Milenio - Fuente de Aguas Danzantes », situé en face du Casino sur le Boulevard Marítimo, a été construit dans le but principal de fournir à la ville une vue complète du Casino y Hotel Provincial. La construction de cette plaza a pris plus longtemps parce que cet espace avait été réservé pour le « manzana 115 », qui devait être démoli pour la construction de celui-ci.
Au centre de la place est une grande source de 40 mètres de diamètre avec des eaux dansante programmées six chansons accompagnent musicien et compositeur argentin Litto Vitale, qui ont été composées spécialement pour ce spectacle permanent. Les noms de ces chansons et la composition sont étroitement liés à la ville forte : « Fuente al mar, Mar tranquilo, Mar picado, Movimiento, Mar abierto y Mar en Tres ».

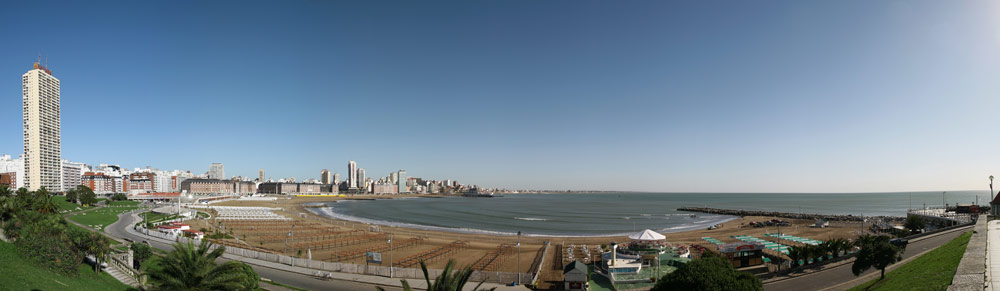
Vue panoramique de la plage «Bristol».

Dans le Plaza se trouvaient 15 palmiers historiques donnés par les résidents de la ville, dont le plus ancien date de 1895, ayant initialement appartenu à la famille « Rodrigué », provenant du même jardin où l’on retrouve sept autres palmiers. D’autres palmiers de la même espèce sont à l'Hôtel Playa Chica, le camping municipal du arroyo Lobería, et sur la rue Gaboto, planté en 1935 par M. Alfredo Diminutto.

#### Cathédrale
La Catedral de los Santos Pedro y Cecilia, déclaré patrimoine national est ouverte le 12 février 1905. Auparavant, dans le but de construire un temple, la première pierre fut posée en janvier 1893. L’œuvre a été réalisé par l'ingénieur Pedro Benoit, qui garda un style particulièrement néogothique. La première messe a eu lieu en 1897.
Les vitraux de la cathédrale sont tous de la France : le maitre verrier Champigneulle en est l'auteur pour une grande part et donnés par des familles de Mar del Plata. Le lustre central provient de l'Hôtel Bristol de la ville. Le sol en mosaïque anglaise et le toit est fait de tuiles vernissées de couleurs différentes, toutes provenant d’Europe. L’orgue est italien et a été construit la même année que la fondation de la cathédrale, avec trois claviers manuels et un total de 36 registres et 2 500 tuyaux.
Sur l'autel principal se retrouvent comme reliques, un morceau de la Croix du Christ, les restes de saints martyrs et les restes de Mgr Enrique Rau, premier évêque de Mar del Plata.
Sur la droite, à l'intérieur du temple, est une réplique de « La Piedad ».
Le carillon est composé de cinq cloches de bronze construites en France, identifiés par le nom de ceux qui en ont généreusement fait don : Clara, Agnes, Ercilia, Ernestina et Josefina. C’est la troisième plus grande cathédrale dans la province de Buenos Aires après la Cathédrale de La Plata et la basilique de Luján,.

#### Les lions de mer et el Torreón
Le monument au lion de mer est situé à la Rambla. Ces deux sculptures sont des symboles de la ville, une œuvre du sculpteur José Fioravanti (es).
Torreón del Monje : Inaugurée en 1904, la Tour du Moine est un des points de passage obligés de la côte, située près du ravin de Punta Piedras, au Paseo Galindez. Elle fut déclarée patrimoine historique national, et le panorama est très apprécié des touristes.

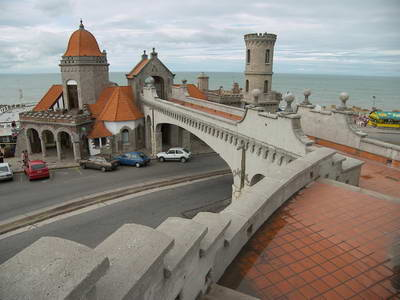
Torreón del Monje.

#### Banquina de Pescadores
Située dans le port, ce patrimoine historique national abrite des douzaines de bateaux de pêcheurs aux couleurs chatoyantes. Ces petites barques partent pêcher très tôt le matin et ne reviennent qu'à la tombée de la nuit. Le soir, il y a beaucoup de poissons et il est possible d'en acheter directement auprès des pêcheurs.

#### Parque Camet
Il s'agit d'un grand parc de la ville, boisé, avec des poêles, des jeux, location de chevaux et randonnés, entre autres. Il est situé au nord de la ville, dispose d'un parc de 140 hectares avec des arbres d'eucalyptus et un lac où le ruisseau La Tapera se jette. Bien qu’étant une zone de loisirs, il est toutefois interdit de se baigner.
Il y a des terrains pour différents sports.

#### Barrio Los Troncos
Le Barrio Los Troncos est un quartier résidentiel, dont le nom date de 1938, quand un riche salteño construit un chalet en rondins de quebracho et Lapacho. Par après, plusieurs autres bâtiments furent érigés avec des caractéristiques similaires. 95.

#### Monument Alfonsina Storni
Il est proche de l'endroit où l'écrivain Alfonsina Storni se suicida en plongeant dans la mer le 25 octobre 1938. Il s’agit d’un simple monument commémoratif du sculpteur Luis Perlotti (1942). Faisant face à la mer, la sculpture est accompagnée par des versets du poème La douleur, écrit par l'artiste en 1925. Une réplique de l'œuvre est dans le «Panthéon des artistes, dans le cimetière de Chacarita de la ville de Buenos Aires.

#### Mar del Plata Aquarium
Mar del Plata Aquarium est un aquarium marin situé sur le quartier Punta Mogotes. Après Mundo Marino, c’est le plus grand parc marin en Argentine, ce qui en fait l'une des destinations de loisirs de la ville la plus connue.

#### Faro Punta Mogotes
Le Faro Punta Mogotes a été construit en 1890 sur une colline de 26 mètres, et le phare atteint 35 mètres de hauteur. Il a une forme conique et un escalier de 154 marches. Sa lanterne atteint plus de 50 km, et est l'un des points de référence maritime les plus anciens de cette côte de l'Atlantique. De jour, un bateau peut le voir à une distance de 35 km.

#### Usina 9 de Julio
Le "Usina 9 de Julio» a été construit en 1950 par l'ingénieur José Zanier dans la zone portuaire. Cette centrale a été un pionnier du genre et comprend dans sa conception un oléoduc interconnecté avec l’usine YPF et des tunnels souterrains reliés à la mer pour le refroidissement de l'eau. Même aujourd'hui, elle continue d’alimenter la ville balnéaire et est reconnue comme étant un parfait exemple d’esprit entrepreneur et visionnaire.

#### Avenida de los Tilos
La « Avenida de los Tilos » : la Diagonal Pueyrredón est une courte promenade du centre-ville partant de la Place San Martín, séparée par deux grands lits dans lequel sont plantés des  tilleuls. Dans les années soixante-dix, elle a inspiré la chanson « Avenida de los tilos », chantée par Luciana sur un poème du poète Maria Wernicke. La chanson est devenue la plus vendue dans le pays et est considéré par certains critiques comme l'une des plus belles de l'histoire de la musique pop Argentine

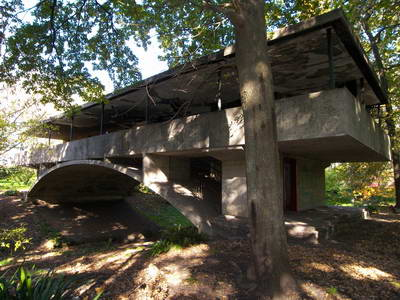
Casa del Puente (ex Casa del Arroyo).

#### Teatro Colón y Club Español
Le Teatro Colón y Club Español était anciennement détenue par la Sociedad Española de Socorros Mutuos et actuellement par le Club Español, le Teatro Colón ville de Mar del Plata a été construit par Martin Marco, comme le projet de l'architecte Ángel Pascual en 1924. Au début a été construit pour fournir à la ville un plus grand théâtre que ceux existants. Actuellement, la salle est administrée par la municipalité de General Pueyrredón. Il a été déclaré site du patrimoine par le conseil d'administration de General Pueyrredón.

#### Reserva natural Puerto Mar del Plata
Réserve Naturelle Puerto Mar del Plata est une zone humide située entre une zone industrielle, le port, une zone résidentielle et le Complejo Balneario de Punta Mogotes. Agit comme espace tampon et de la modération de toutes les activités résidentielles, touristiques industriels dans ce secteur. Y vivent plus d'une centaine d'espèces d'oiseaux (certains migrateurs), différentes espèces de petits mammifères, reptiles, amphibiens et poissons. Elle dispose également d'une variété de la flore indigène et exotique.

#### Torre Tanque
La torre Tanque, appartenant à Obras Sanitarias Sociedad de Estado, a été construite en 1943 par l'architecte Cornelius Lange (employé de OSN, dont le design a été choisi par appel d'offres public en 1939) dans le style Tudor. Le bâtiment a une hauteur de 88,387 mètres. À l’intérieur se trouve un réservoir de 500 m3, un logement et un belvédère. Il dispose d'un escalier de 194 marches et un ascenseur, en arrivant au belvédère, situé dans le haut, traverse la partie centrale d'un réservoir en forme d'anneau. Les trois volumes principaux sont complétés par une forme de tours plus petite (avec des réservoirs auxiliaires), des lucarnes et des pignons. La tour est située sur la plus haute colline de la ville (Stella Maris). Toutes les machines de la tour sont en opération depuis 1943,.

#### Casa del Puente
Initialement appelée « Casa del Arroyo » est entre les rues Matheu, Quintana, Funes et Guido. Elle a été construite pour son père, le musicien Alberto Williams, en 1943 par l'architecte Amancio Williams, avec la collaboration de l'ingénieur Carlos Teglia, s'inspirant des fourmilières pour la fabriquer. En outre, l'environnement choisi par l'architecte est entièrement naturel et est divisé par un ruisseau.

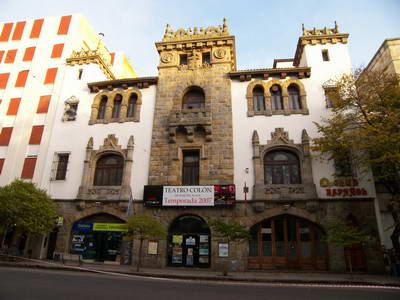
Teatro Colón.

Pour la construction, aucun plâtrage ni peinture, ni quoi que ce soit qui put masquer la qualité de l’ouvrage n’a été utilisé, et sa construction a été entravée par une pénurie de matériaux en raison de la Seconde Guerre mondiale. De plus, il faut dire que le destinataire, Alberto Williams, n'a jamais occupé la maison, qui abritait une station de radio commerciale pour de nombreuses années. La Casa del Puente a été déclarée d'intérêt patrimonial par le Conseil Exécutif de General Pueyrredón.

#### Chalets de Stella Maris
Le quartier Stella Maris abrite nombreux villas de villégiature, telles que le chalet Magnasco et le chalet Saint Michel.

### Vida nocturna
La ville de Mar del Plata a une grande variété de clubs situés principalement par région: 
- Playa Grande: Boulevard Maritime et englobe plusieurs blocs de rues et Irigoyen Alem. Cette zone est connue pour son abondance de bars, pubs, restos, discothèques et restaurants.
- Avenida Constitución: sont les grands clubs de la ville.
- Centre: la ville possède de nombreux bars, pubs et concerts bars dans le centre de la ville, sur la côte et autour.

## Art et culture
Mar del Plata est une des villes argentines possédant le plus grand nombre de bâtiments culturels. On peut notamment citer le Musée d’Art Juan Carlos Castagnino (Museo de Arte Juan Carlos Catagnino), la Casa Bruzzone, les Archives et le Musée municipal d'Histoire Roberto T. Barili (el Archivo y Museo Histórico Municipal Roberto T.Barili), le Musée de l’Homme du Port Cleto Ciocchini (Museo del Hombre del Puerto Cleto Ciocchini) et le Musée de la Mer (Museo del Mar), où est exposée une collection de 32 000 coquillages provenant du monde entier (c’est une des plus grandes collections privées du monde). La ville dispose également d'un grand nombre de salles de cinéma (elle organise le Festival international du film de Mar del Plata) et d'une large gamme de spectacles théâtraux, notamment en été.

### Festivals

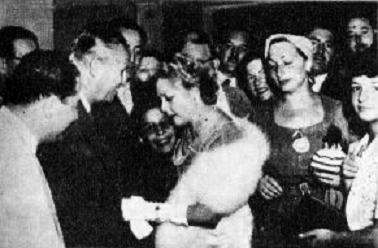
Vue de Mary Pickford au Festival Internacional de Cine de Mar del Plata de 1954

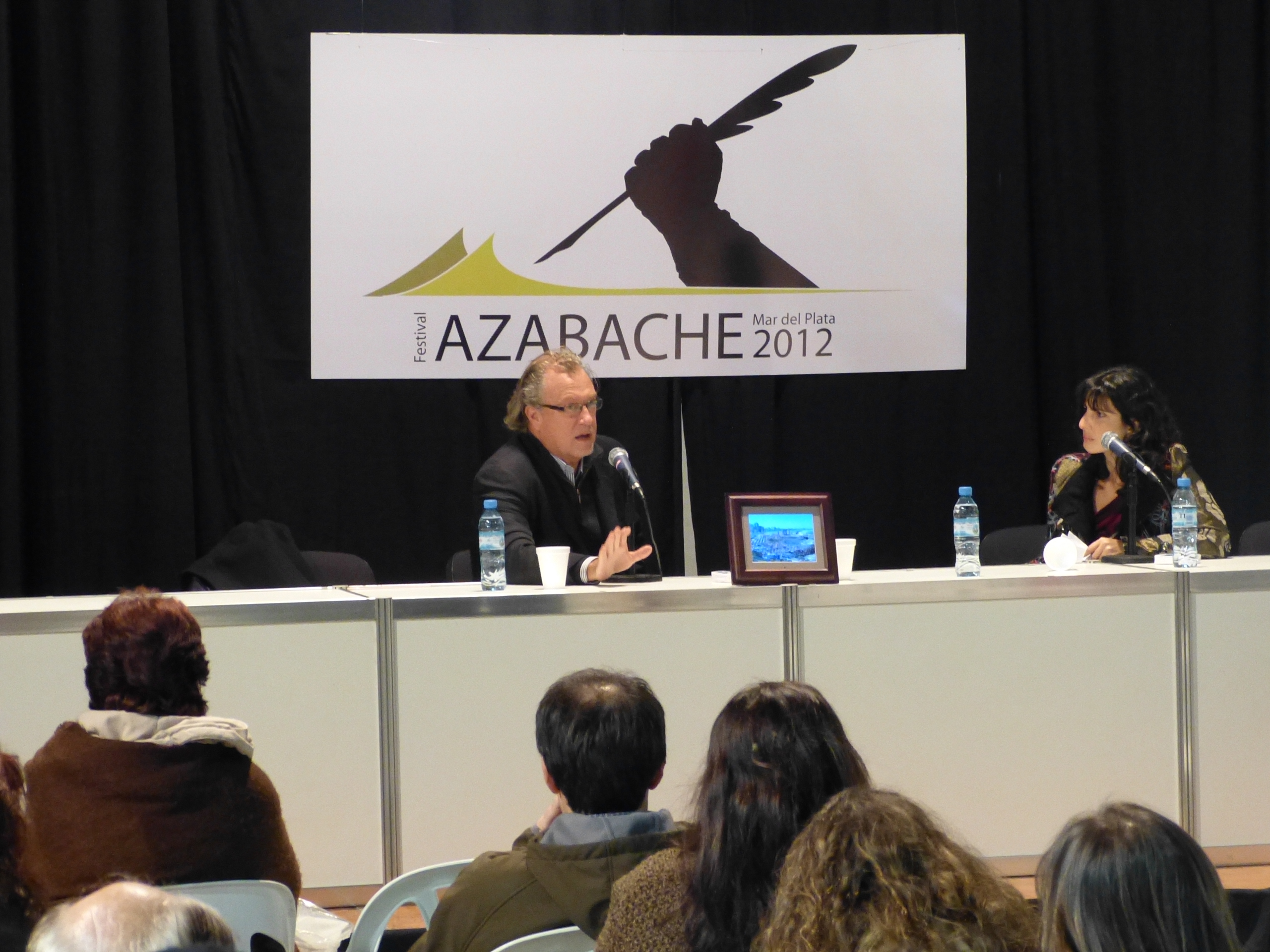
Les auteurs Jon Lee Anderson et Josefina Licitra au Festival Azabache de Literatura 2012.

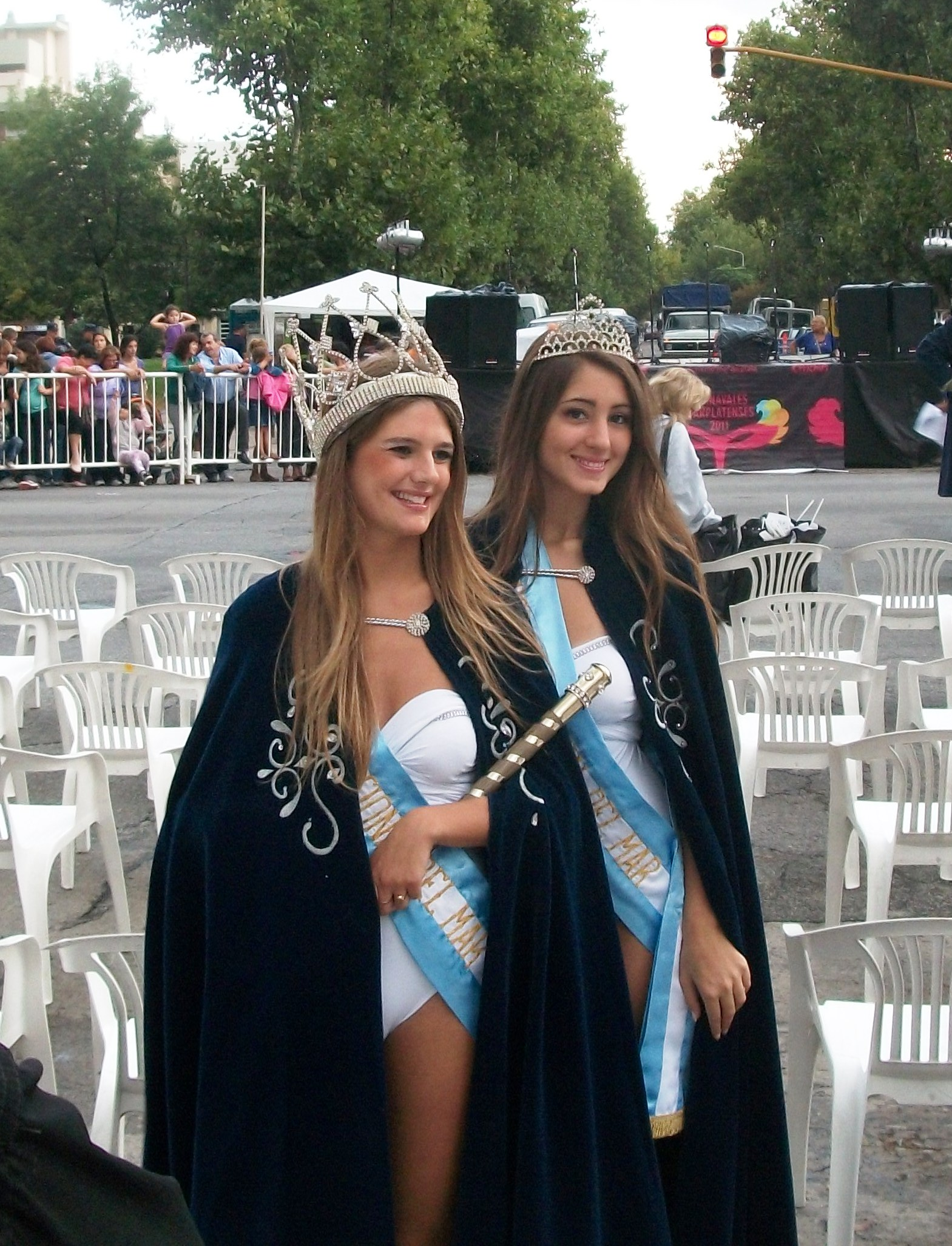
Reina y Princesa del Mar 2011.

La Fiesta Nacional del Marprenant place annuellement, on élie la Reine Nationale de la Mer et ses princesses, et donne l’ouverture à la saison estivale.
Fiesta Nacional de los Pescadoresannuel, dégustation des plats typiques de poissons et de fruits de mer, faites par les pêcheurs de la ville.
Fiesta Nacional Semana Fallera Marplatenseprend place au mois de mars de chaque année et se termine à la combustion de la falla construite à la coutume de Valence 
Festival Internacional de Cine de Mar del Plataest un festival international du film de prestige qui a lieu chaque année dans la ville de Mar del Plata (Argentine). Le festival de Mar del Plata est une catégorie de gagnant "A" reconnue par la Fédération internationale des producteurs de films (FIAPF), ainsi que des festivals comme Cannes, Berlin, Venise et San Sebastian parmi tant d'autres (voir le lien à la FIAPF pour la liste complète) 
Festival La mujer y el cineest un festival annuel fondé en 1988 afin de promouvoir le cinéma de femmes en Argentine.
Festival Internacional de Cine Independiente(MARFICI) est le festival d’origine privéele plus important du pays et un des principaux de l’Amérique latine.
Entrega de Premios Estrella de Mardestinée à récompenser les meilleurs spectacles de la ville à chaque saison estivale.
Mar del Plata Moda Showconsiste en un défilé de mode des designers bien connus et des marques de vêtements locaux.
Festival Nacional de Percusiónorganisé par le musicien Sergio Mileo dans la ville de Mar del Plata, a été déclaré intérêt touristique et culturel provincial.
Festival Gastronómico de Mar del Plata, qui s'est tenue à la Plaza del Agua dans la ville. Organisé par la Asociación Empresaria Hotelera Gastronómica de Mar del Plata y Zona de Influencia, parrainé par la Federación Empresaria Hotelera Gastronómica de la República Argentina, le Festival est déclaré d'intérêt touristique par la Ente Municipal de Turismo de Mar del Plata (EMTUR), le ministère du Tourisme et des Sports du gouvernement de la province de Buenos Aires et le ministère du Tourisme de la Nation.
Festival Tango FusiónAstor Piazzolla a créé en 2005 dans le cadre du Sommet des Amériques du Secrétariat général de la Culture Pueyrredón afin de diffuser et d'encourager la création d'œuvres d'artistes qui ont à son musicien répertoire de Mar del Plata.
Caravana de la Primaveraa occupé le poste à partir de 1961 le dimanche précédant le 21 septembre, mais fut l'objet de modifications en fonction de la météo. La caravane massive et historique est organisé par le Centre de la Jeunesse Catholique petit monde de l'opéra Don Orione.
Feria del Libro de Mar del Plata, Puerto de Lectura»: organisé depuis 2005 par la municipalité de General Pueyrredón, à travers le Ministère de la Culture, l'Université nationale de Mar del Plata, le Instituto Movilizador de Fondos Cooperativos y la Cámara de Libreros del Sureste de la Provincia de Buenos Aires; dans le but de diffuser la culture et l'accès à la lecture, et le développement des industries locales et promouvoir les auteurs locaux. Dans le cadre du Festival offre aussi «Prix Municipal de littérature" Osvaldo Soriano.
Feria de las Colectividadesinvite les associations et centres appartenant à différentes communautés résidant dans la ville. Chaque collectivité nous invite à connaître leur culture, l'histoire et les aliments traditionnels, en plus de fournir des spectacles de danse, de la musique, des documentaires et conférences débats instructifs.
Expo La Bodaexpolaboda est une exposition axé sur la fourniture d'informations pour la réalisation d'événements sociaux et d'affaires, au cours de laquelle les grandes parades sont organisées.
Trimarchi DGréunion internationale de la conception graphique. Est effectuée chaque année en octobre.
SAC MdPSemaine d'Art Contemporain de Mar del Plata, 7 jours d'art contemporain dans la ville.
Festival de Jazz en Abrilayant d'excellents musiciens de partout dans le monde, et en 2009, a complété sa vingt et unième édition.
Festival Azabache de Literatura Policial y Negrail est le plus grand festival de ce genre en Amérique latine. Il a commencé en 2011 et sa deuxième édition en 2012 a attiré plus de 15 000 personnes, en plus de la participation des auteurs tels que Jon Lee Anderson, Bernard Minier, Andreu Martín, Carlos Salem, Josefina Licitra, Juan Sasturain, Gustavo Nielsen, Leonardo Oyola, Claudia Piñeiro, Jorge Fernández Díaz, Federico Andahazi, Vicente Battista, Guillermo Orsi, etc.

### Musées
- Museo Histórico Municipal Don Roberto T. Barili

Situé sur la rue Lamadrid 3870; a comme expositions permanentes: Mar del Plata et son évolution urbaine et sociale 1856/1950; Del Arcón a Villa Mitre; Art et Industrie de la Préhistoire; Exposition de matériel bibliographique; El Rincón de Alfonsina. Ce musée est constitué de contributions de la ville proprement dite pour les familles qui cherchent à protéger l'identité locale. Il a également des activités éducatives, telles que des visites guidées, des activités culturelles, des expositions photographiques, des conférences, des cours et des conférences.

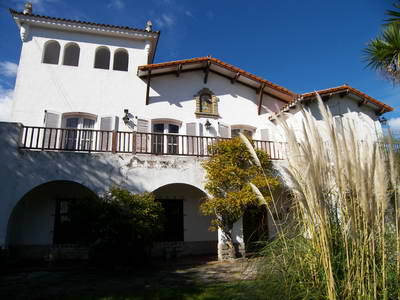
Museo Histórico Municipal Don Roberto Barili.

Les archives de ce musée présentent des documents de l'époque de la fondation de la ville jusqu'à aujourd'hui. La collection de documents comprend les parties suivantes : Municipalité de General Pueyrredón (contient les enregistrements de 1880 à nos jours). Magistrates Court (composé de documents à partir de 1884 en avant. Fonds Département judiciaire Mar del Plata (devant les tribunaux civils et commerciaux de 1955 à 1991). Fraudes (1955-1980). Compétence jeunesse (1955-1970 ) Travail Compétence (1950-1955) Département de l'enseignement général Pueyrredón partie (rapports statistiques 1910-1930) Collection -... Archive privée Felix Ayesa.
La bibliothèque possède environ 2 000 œuvres sur l’architecture, l'histoire, la culture, les biographies, le tourisme, les statistiques, la géographie, l'éducation, les sports de la ville ; ainsi que la recherche de l'Université nationale de Mar del Plata. La cartothèque dispose de 80 documents spéciaux : plans urbains et suburbains depuis 1874, mosaiques, des cartes nautiques et topographiques des différents ranchs. La photothèque possède 3 300 plaques de verre, 10 000 photos sur du papier photo, 12 000 négatifs flexibles et 1 700 diapositives stéréoscopiques.
La maison où se trouve le musée a été donné en 1979 par María Delfina Astengo Moores (nièce de la famille Mitre) à la Municipalité de General Pueyrredón. Ce musée est logé ici depuis le 10 février 1981. Initialement, cette propriété avait une superficie de trois blocs. Le bâtiment date de 1930 et l'architecte qui en était responsable était Haitze Guillermo Fernández. Déclaré site du patrimoine par le Conseil législatif de General Pueyrredón.

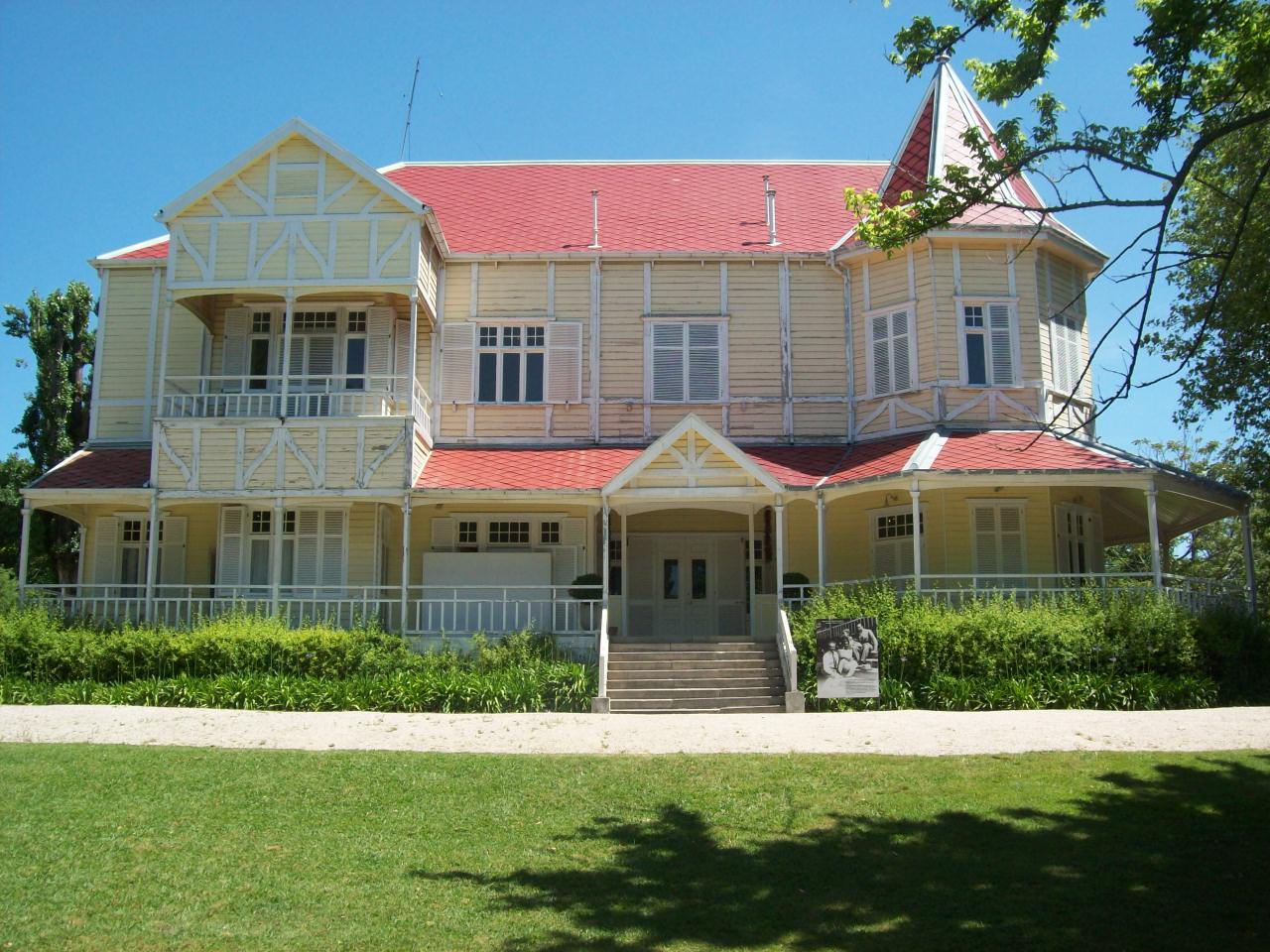
Villa Victoria.

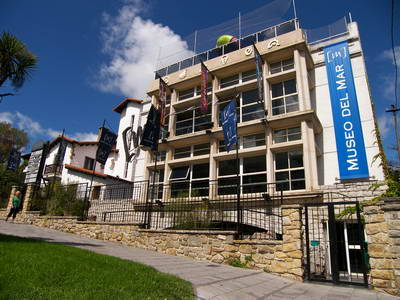
Museo del Mar.

- Centro Cultural Victoria Ocampo, Villa Victoria

Situé en face de la rue Matheu 1851 et installé dans l'ancienne maison de la poète Victoria Ocampo, fut construite pour Francisca Ocampo de Ocampo. Une fois héritée par Victoria Ocampo, cette maison d'été fut transformée en un lieu de portes ouvertes pour les auteurs nationaux et étrangers.
Tant Villa Victoria que Villa Ocampo, à San Isidro, ont été donnés de son vivant à l'UNESCO par le propriétaire. Cette organisation décida de vendre la maison à Mar del Plata afin d'être en mesure de couvrir les coûts du logement à Buenos Aires, c'est alors que la municipalité de General Pueyrredón acheta cette maison en vente aux enchères et installa le Centre culturel Victoria Ocampo. La propriété a été déclarée d'intérêt patrimonial par le Conseil législatif de General Pueyrredón.
- Museo del Mar

Le « Museo del Mar » est situé au 1114, avenue Colón. Ce musée est un hommage à Benjamin Sisterna, collecteur d’escargots qui consacra les 40 dernières années de sa vie à cette activité dans la ville de Mar del Plata.
Le musée a ouvert le 22 septembre 2000, possédant une collection de 30 000 escargots. Initialement, le musée vient de l'idée de fournir un ouvrage consacré à l'avancement des connaissances de l'océan, ce qui permet l'équipement nécessaire pour les gens de tous âges.
Actuellement, le musée n'est pas seulement destiné à la présentation des escargots de mer, mais peut aussi y être trouvés des aquariums de tailles différentes, une salle d'expositions d'art contemporain, une salle de conférence et un auditorium multi-usages, une bibliothèque spécialisée, la Sea Shop Aurantium avec de l'artisanat marins du monde entier, et un café thématique, Gloria Maris, dont le nom correspond au nom scientifique de l'une des parties préférées du musée par son fondateur.
Le rez-de-chaussée du musée est destiné à donner des conférences aux visiteurs où ils reçoivent une introduction et une explication de tout ce qu'ils vont voir et ce que représente le Musée de la Mer.

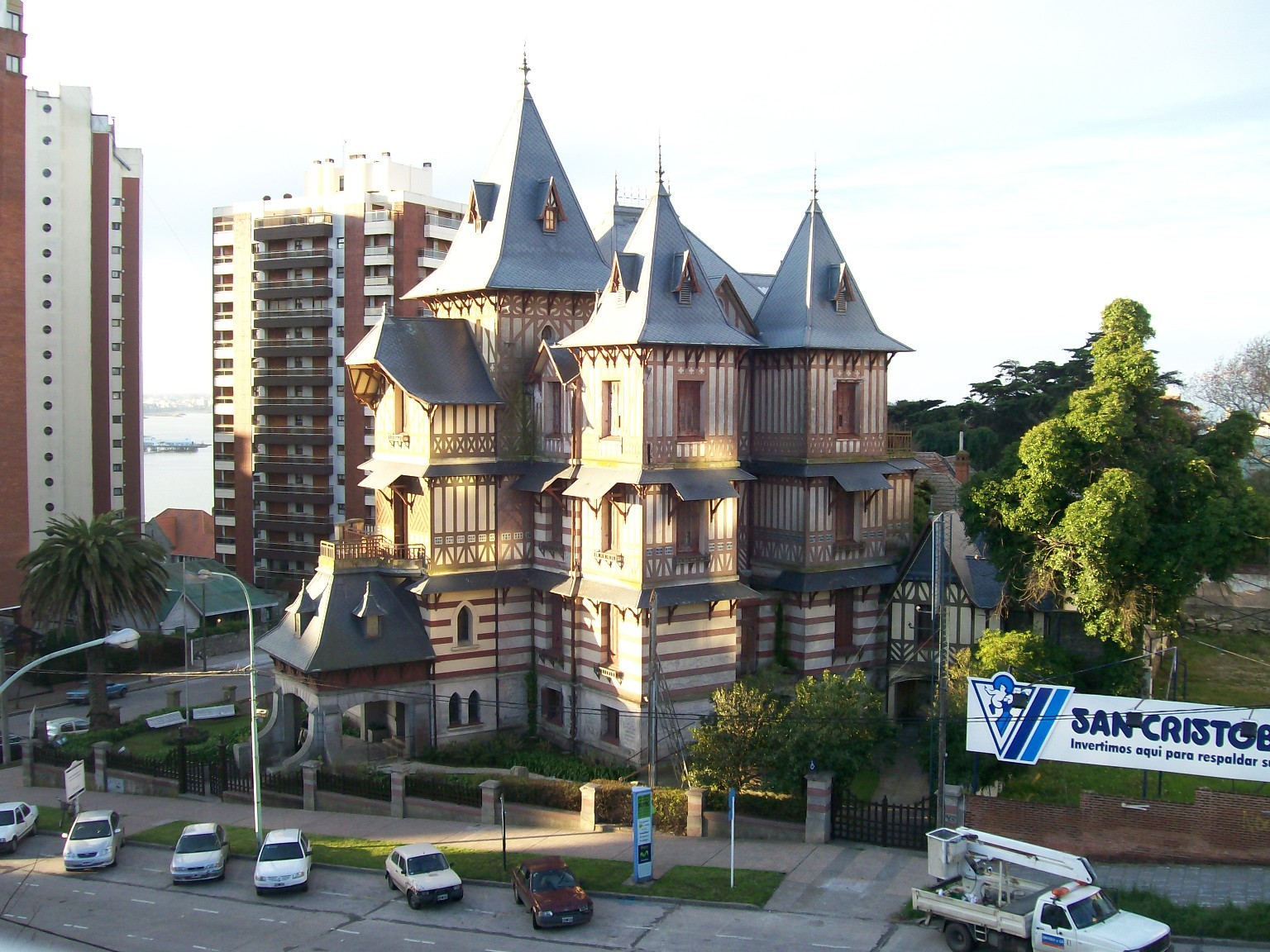
Museo Municipal de Arte Juan Carlos Castagnino (Villa Ortiz Basualdo).

L’Auditorium Benjamin Sisterna est utilisé pour les activités en cours organisées par le musée ou d'autres organisations connexes, où des conférences, des activités théâtrales, divertissement, musique, projections de films, etc sont fournis. À cet étage se trouve aussi le café Gloria Maris qui a la particularité d'être entouré par des aquariums d'eau salée accompagnés par des vitrines d’escargots de partout dans le monde. Le musée organise des expositions d'artistes locaux et régionaux grâce à la diffusion de leur travail réside dans le même musée. En plus de compter les expositions d'escargots déjà décrites et une bibliothèque spécialisée.
Le Nivel de Las Rocasest défini sous la forme d'une grotte immergée dans l'eau, contient un étang avec des organismes marins. Au Nivel El Cielo est un point de vue interne sur tous les étages du musée ; et à l'extérieur, à étage supérieur permet une vue panoramique de la ville.
Le musée maritime a fermé ses portes le lundi 24 septembre 2012, après 12 ans d'efforts continus pour fournir à la communauté un lieu de diffuser la science marine et la nature en général, et le soutien financier de la famille fondatrice du Musée.
- Museo de Arte contemporáneo

Plus de 7 millions de pieds carrés consacrés à l'art contemporain. MAR - Museo de Arte Contemporáneo de Mar del Plata est l'une des œuvres les plus importantes du patrimoine culturel qui a été construit en Argentine. Pour la première fois un organisme d'État a ouvert plus de 7 000 m2 consacrés à l'art contemporain, musée planifié et conçu comme tel dès le début. Insolvable et construite en seulement 3 ans. Situé à quelques mètres de Parque Luro, au bord de la mer, ce nouveau bâtiment du musée est le plus moderne du pays. Un magnifique bâtiment de 7 000 m2 sur une propriété de 2 hectares qui a été menée à partir d'un concours national d’avant-projets. Ce musée accueillera des expositions temporaires d'artistes nationaux et internationaux de différentes disciplines et mettra l'accent sur son action éducative et de formation, en partenariat avec d'autres institutions.
- Museo Municipal de Arte Juan Carlos Castagnino

Le Musée Municipal d'Art Juan Carlos Castagnino est situé au sur 1189 Avenue Colón. La Residencia Ortiz Basualdo est déclarée sites du patrimoine de General Pueyrredón.
Le musée est situé dans la Villa Ortiz Basualdo, les mêmes mises en chantier travaillent ici depuis le 9 juillet 1980. Avant cela, le musée servit au Edificio del Correo Central sur son septième étage entre 1963-1977 sous le nom de Museo de Bellas Artes Mar del Plata, et son fondateur, le Professeur et artiste de renommée Manlio Ceccotti. Dans cette période, il constituait l'un des plus importants musées d'art en Argentine en raison des importantes acquis picturales que savait recueillir Manlio Ceccotti, qui reflètent tous les courants picturaux qui ont marqué les directions artistiques du pays. De leur performance sur le site actuel en 1980 reprend le professeur Nicolás Jiménez, célèbre artiste graphique qui donne son empreinte énervé. De 1983 jusqu'à ce que les administrateurs actuels ont réussi à donner une dynamique avec le temps. Le musée possède une collection de 550 œuvres d'art d'artistes nationaux, peintures, dessins, gravures, photographies et sculptures; dont 130 appartiennent à Juan Carlos Castagnino. Il effectue les activités d'expositions, de conférences permanentes et temporaires et des conférences relatives à l'espace des arts visuels et de ses expressions, projections et visites scolaires guidées et le grand public.

## Personnalités liées à la commune
- Astor Piazzolla (1921-1992), compositeur, chef d'orchestre, bandonéoniste, né à Mar de Playa.
- Oriana Castro (1984-), productrice et documentariste , née à Mar de Plata.
- María Esteve (1974-), actrice, née à Mar de Plata.

- Emiliano Martínez (1992), footballeur professionnel, né à Mar de Plata.

## Sport
Chaque année au mois de novembre a lieu le marathon de Mar del Plata.

## Transports

### Accès routier
Mar del Plata bénéficie d’une bonne connexion routière avec les principales villes de la province de Buenos Aires et du pays.
La ville ne possède pas de services de transport maritime pour passagers, à l’exception des bateaux de croisières.

### Transport urbain
La ville compte 32 lignes de transport collectif urbain et interurbain.

### Aéroport
La ville possède l’Aeropuerto Internacional Astor Piazzolla situé au Parque Camet reliant la ville à l'aéroport de Bahia Blanca, Córdoba et plusieurs aéroports de la Patagonie argentine. L’aéroport se situe à environ 9 km du centre-ville.

## Port

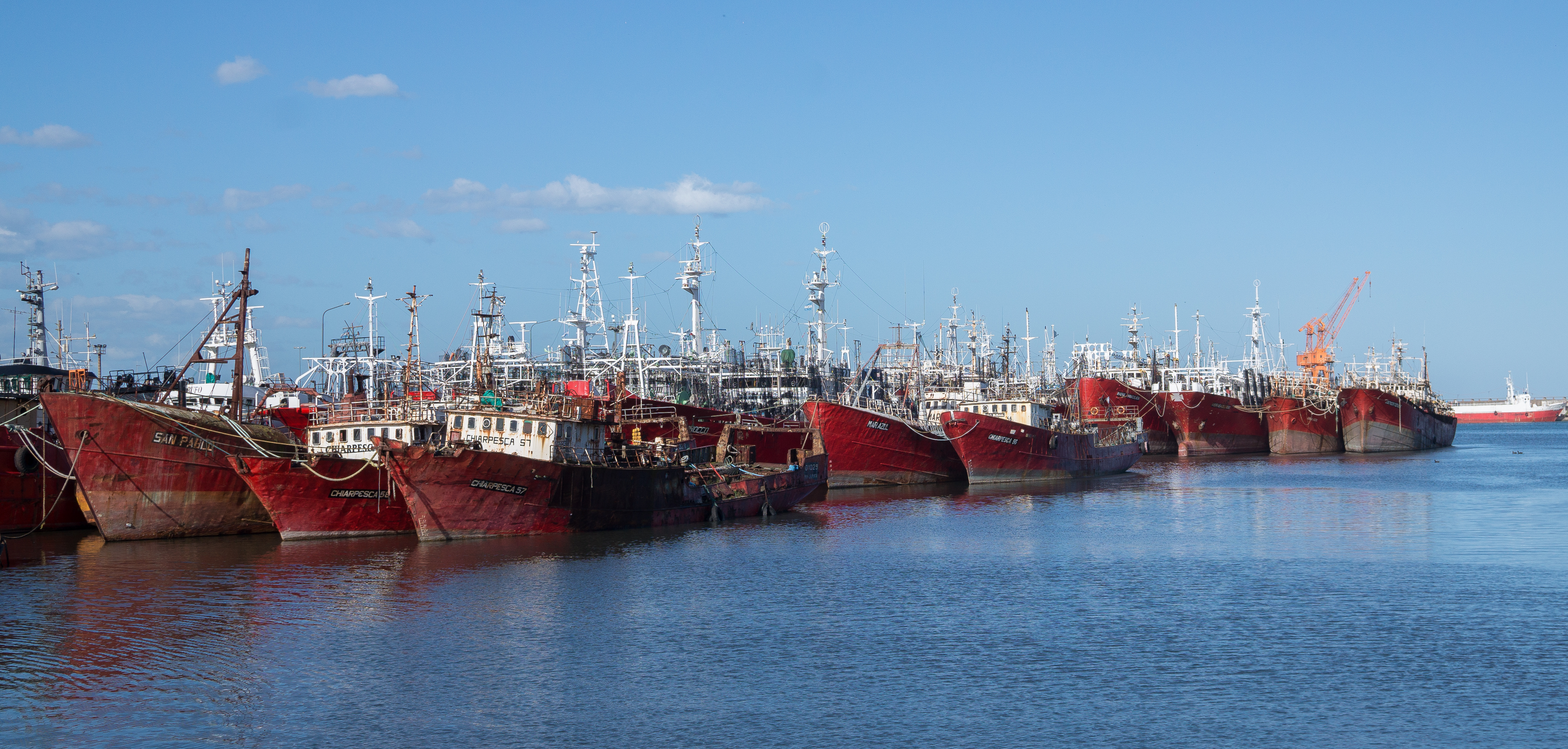
Bateaux de pêche à quai, dans le port de Mar del Plata. Novembre 2017.

Le port de la ville de Mar del Plata est un port officiel entouré par deux importantes jetées, la Nord et la Sud. Il est situé au sud de Cabo Corrientes et ses environs sont pour une bonne part de l’histoire, de la culture et de l’économie locale. Inauguré en 1922, c’est l’un des plus grands du pays. Les bateaux de pêcheurs, avec leurs couleurs typiques, sont une des cartes postales de la ville.
Cette partie de la ville fut habitée par de nombreux immigrants d’origine italienne qui y ont conservé leur langue et leurs coutumes. Au sud du port, s’est créée récemment une réserve écologique où les oiseaux locaux nichent.

## Religion
Mar del Plata est le siège d'un diocèse suffragant de l'archidiocèse de La Plata. La ville compte donc une cathédrale.